# Periplasma tanaum
Periplasma tanaum är en stekelart som beskrevs av Porter 1967. Periplasma tanaum ingår i släktet Periplasma och familjen brokparasitsteklar. Inga underarter finns listade i Catalogue of Life.